# Pyrgocyphosoma mevaniense
Pyrgocyphosoma mevaniense är en mångfotingart som först beskrevs av Filippo Silvestri 1898.  Pyrgocyphosoma mevaniense ingår i släktet Pyrgocyphosoma och familjen knöldubbelfotingar. Inga underarter finns listade i Catalogue of Life.